# Bold as Love
Bold as Love – piosenka zespołu The Jimi Hendrix Experience wydana na albumie Axis: Bold as Love (1967). Utwór został nagrany 29 października 1967 roku podczas sesji w Olympic Studios w Londynie.
Inżynierowie dźwięku Eddie Kramer i George Chkiantz wykorzystali efekt przejścia (phasing effect), aby odtworzyć dźwięk jaki gitarzysta usłyszał we śnie. Hendrix powiedział, że lubi tylko trzy utwory z płyty Axis: Bold as Love – "Bold as Love", "Little Wing" i "Little Miss Lover".

## Personel
- Jimi Hendrix – gitara, klawesyn, gitara basowa, wokal
- Mitch Mitchell – perkusja
- Noel Redding – gitara basowa